# Paul Bontemps
Paul Pierre Bontemps (ur. 16 listopada 1902 w Paryżu, zm. 25 kwietnia 1981 w Sèvres) – francuski lekkoatleta (długodystansowiec), medalista olimpijski z 1924.
Na igrzyskach olimpijskich w 1924 w Paryżu zdobył brązowy medal w biegu na 3000 metrów z przeszkodami za Finami Ville Ritolą i Eliasem Katzem. Na tych samych igrzyskach startował również w drużynowym biegu na 3000 metrów, w którym zajął wraz z kolegami 4. miejsce.
9 czerwca 1924 w Paryżu (na dwa tygodnie przed igrzyskami olimpijskimi) Bontemps ustanowił nieoficjalny rekord świata w biegu na 3000 metrów z przeszkodami (IAAF odnotowywała oficjalne rekordy świata w tej konkurencji dopiero od 1954) z wynikiem 9:33,4.
Był mistrzem Francji w biegu na 3000 metrów z przeszkodami w 1923 i 1924, wicemistrzem w biegu na 1500 metrów w 1925 i brązowym medalistą na 3000 metrów z przeszkodami w 1922.